# Juncus lancangensis
Juncus lancangensis là một loài thực vật có hoa trong họ Juncaceae. Loài này được Y.Y.Qian mô tả khoa học đầu tiên năm 2001.